# Chlorocalliope janthina
Chlorocalliope janthina är en fjärilsart som beskrevs av Aurivillius. Chlorocalliope janthina ingår i släktet Chlorocalliope och familjen tandspinnare. Inga underarter finns listade i Catalogue of Life.